# Юлиус Роберт фон Майер
Юлиус Роберт фон Майер (на немски: Julius Robert von Mayer) (25 ноември 1814 – 20 март 1878) е германски физик, лекар и биолог, един от основоположниците на термодинамиката. Той е сред първите изследователи, извели закона за запазване на енергията (1841). Макар че описва жизнения химически процес, който днес наричаме окисление като източник на енергия за всеки жив организъм (1842) Майер не получава признание сред научната общност и откриването на механичния еквивалент на топлината първоначално е приписвано на Джеймс Джаул. Майер предполага също, че растенията превръщат светлината в химическа енергия.

## Биография
Юлиус Роберт Майер е роден на 25 ноември 1814 година в Хайлброн, Вюртемберг, в семейството на аптекар. През 1832 година постъпва в Тюбингенския университет и през 1838 година завършва медицина. През 1839-1840 година живее в Париж, след което е лекар на холандски ветроходен кораб, който извършва пътуване до Джакарта. По време на пътуването наблюдението, че бурното море е по-топло от спокойните морски води, поставя началото на интереса му към физиката и природата на топлината.
През 1841 година Майер се жени и се установява в родния си град Хайлброн. През същата година той прави първата си научна публикация, „За количественото и качествено определяне на силите“. По това време става и първият учен, описал окислителните процеси като основен източник на енергия за живите организми. Той извежда и уравнението на Майер:
Cp – Cv = R
където Cp е специфичната топлоемкост на даден газ при постоянно налягане, Cv е специфичната му топлоемкост при постоянен обем и R е газовата константа.
Най-важният принос на Майер към развитието на физиката е извеждането на закона за запазване на енергията, един от основните принципи на съвременната наука. Първоначално той подготвя статия, която предлага за публикуване в списанието „Анален дер Физик“, издавано от Йохан Кристиан Погендорф. Поради слабата подготовка на Майер в областта на физиката, статията съдържа някои груби грешки и е отхвърлена. Въпреки това, той поддържа идеята си и води публични дебати с професора по физика Йохан Готлиб Ньоремберг, който отхвърля хипотезата му, но му предлага няколко начина за нейната експериментална проверка.
Майер не само провежда експериментите, но и определя количествено трансформацията на кинетичната енергия в топлина. Резултатите от тези изследвания са публикувани през май 1842 година в списанието на Юстус фон Либих. В брошурата си „Органичното движение във връзка с метаболизма“ („Die organische Bewegung im Zusammenhang mit dem Stoffwechsel“) от 1845 година Майер определя механичния еквивалент на топлината - първоначално като 365 kgf·m/kcal, като по-късно го коригира на 425 kgf·m/kcal. Приетата от съвременната наука стойност е 426,6 kgf·m/kcal за термохимична калория. От тази зависимост следва, че макар механичната работа и топлината да имат различен характер, те могат да бъдат трансформирани една в друга. Този извод е еквивалентен на закона за запазване на енергията, формулиран явно от Херман фон Хелмхолц през 1847 година.
През 1848 година две от децата на Майер умират едно след друго. Това, в съчетание с враждебността на научната общност към работата му, влошават психическото му здраве. През 1850 година той прави опит за самоубийство, след което е приет в психиатрична клиника, където остава до 1853 година. През следващите години Майер постепенно се възстановява, както от заболяването си, така и от характерните за епохата опити за лечението му. Той се завръща в обществения живот едва в края на 50-те години, след като през 1858 година някои научни списания дори съобщават за смъртта му. През 1859 година става почетен доктор на Тюбингенския университет.
През 1862 година публикациите на Майер стават предмет на ожесточени спорове в британските научни кръгове. Физикът Джон Тиндал ги представя пред британската публика, като оспорва на Джеймс Джаул първенството при формулирането на първия закон на термодинамиката. В полза на Джаул се застъпва Уилям Томсън и в хода на дискусията двете страни си разменят крайни реплики.
През последните години от живота си Майер работи като лекар, а през 1867 година публикува „Механика на топлината“ („Die Mechanik der Warme“). През същата година получава благородническа степен.
Юлиус Роберт фон Майер умира от туберкулоза на 20 март 1878 година.